# Teófilo Otoni
Teófilo Otoni város Brazíliában, Minas Gerais államban. Lakosainak száma 137 418 fő (2022). Teófilo Otoni Itambacuri, Frei Gaspar, Ataléia, Caraí, Carlos Chagas, Catuji, Itaipé, Ladainha, Novo Oriente de Minas, Ouro Verde de Minas, Pavão és Poté községekkel határos.

## Népesség
A település népességének változása:
| Lakosok száma | 129 424 | 134 745 | 140 937 | 141 269 | 137 418 |
|               | 2000    | 2010    | 2020    | 2021    | 2022    |